# Великосельська сільська рада
Великосельська сільська́ ра́да (біл. Велікасельскі сельсавет) — адміністративно-територіальна одиниця у складі Пружанського району Берестейської області Білорусі. Адміністративний центр — село Велике Село.

## Історія
1 грудня 2009 року до складу Великосельської сільської ради увійшли територія та населені пункти ліквідованої Старовольської сільської ради.

## Склад
Населені пункти, що підпорядковувалися сільській раді станом на 2009 рік:
| Населений пункт | Тип  | Населення, осіб (2009) |
| --------------- | ---- | ---------------------- |
| Бакуни          | село | 261                    |
| Велике Село     | село | 375                    |
| Залісся         | село | 6                      |
| Заріччя         | село | 48                     |
| Лихосельці      | село | 84                     |
| Лозовка         | село | 15                     |
| Обруб           | село | 29                     |
| Передельськ     | село | 126                    |
| Радецьк         | село | 40                     |
| Староволя       | село | 582                    |
| Юхновичі        | село | 21                     |
| Ялово           | село | 183                    |

## Населення
За переписом населення Білорусі 2009 року чисельність населення сільської ради становила 970 осіб.

### Національність
Розподіл населення за рідною національністю за даними перепису 2009 року:
| Національність | Осіб | Відсоток |
| -------------- | ---- | -------- |
| білоруси       | 856  | 88,25 %  |
| поляки         | 49   | 5,05 %   |
| українці       | 45   | 4,64 %   |
| росіяни        | 19   | 1,96 %   |
| узбеки         | 1    | 0,10 %   |
| Разом          | 970  | 100 %    |